# Centrale hydroélectrique de Búrfell
La centrale hydroélectrique de Búrfell (Búrfellsstöð ou Búrfellsvirkjun en islandais) est une centrale hydroélectrique au fil de l'eau située dans la vallée de la Þjórsá, au sud-ouest de l'Islande. Elle est exploitée par Landsvirkjun. Ce fut, depuis sa construction, en 1969, jusqu'à la construction de la centrale de Kárahnjúka, en 2008, la plus importante centrale électrique d'Islande avec une puissance de 270 MW (portée à 370 MW en 2018). 
Elle fut principalement construite pour fournir de l'électricité à une usine d'aluminium située à Straumsvík, à 3 km à l'ouest de Hafnarfjörður.

## Histoire
L'idée d'exploiter l'énergie de la Þjórsá au niveau de la montagne Búrfell a été proposée en 1917. Pendant deux ans, l'ingénieur norvégien Gotfred Sætersmoen a mené une étude sur le développement de l'hydroélectricité dans la région de la Þjórsá. Il proposa alors cinq stations, celle de Búrfell étant de loin la plus importante.
En 1960, le projet fut considéré sérieusement. Un projet d'une telle ampleur pourrait être économiquement très intéressant si l'électricité pouvait être utilisée rapidement, mais la consommation islandaise n'augmentait pas assez vite pour que le projet soit viable. Le pays eut alors l'idée de fournir cette électricité à des industries très consommatrices en énergie. En 1966, un accord fut signé avec Alusuisse pour la construction de l'usine d'aluminium à Straumsvík et le feu vert fut donné pour la centrale.
La construction débute en juin 1966. La centrale commence à livrer son courant en 1969, avec la mise en service de 3 turbines de 35 MW chacune. La capacité est doublée en 1972 avec la mise en service des trois dernières turbines, portant la puissance installée à 210 W. La centrale connait une rénovation entre 1997 et 1999, qui porte sa puissance à 270 MW.

### Extension
Dans les années 2010, le projet connait une extension importante, avec la construction par Landsvirkjun d'une deuxième centrale hydroélectrique non loin de l'existante. Il s'agit d'une réponse à l'augmentation observée du débit de la Þjórsá : celle-ci est en effet alimentée en grande partie par l'eau de fonte des glaciers, dont le volume est en hausse tendancielle du fait du réchauffement climatique. Le débit moyen des fleuves islandais devrait encore augmenter de 15% entre 2015 et 2050. 
Les travaux de l'extension, nommée Búrfell II, débutent au printemps 2016, pour une durée de deux ans. D'une puissance installée de 100 MW, la centrale est inaugurée le 28 juin 2018 en présence du président islandais Guðni Th. Jóhannesson.

## Caractéristiques

### Barrage
La centrale exploite un basin versant de 6 400 km2, offrant un débit annuel moyen de 340 m3/s. Un barrage long de 370 m permet de détourner le cours de la Þjórsá, qui avant contournait par le sud la montagne Búrfell. Il a donné naissance à une petite retenue, le lac Bjarnalón, d'une superficie de 1,18 km². Son altitude fluctue entre 241 et 247 m.

### Centrale Búrfell I
Depuis le lac de Bjarnalón, l'eau rejoint une galerie d'amenée de 1 564 m de long pour 10 m de diamètre. Après une chute de 115 m dans une conduite forcée pressurisée, elle rejoint la centrale où elle actionne 6 turbines Francis de 45 MW chacune. Le débit d'équipement total est de 300 m3/s. L'eau est ensuite relâchée à proximité de Hjálparfoss, où elle rejoint la Þjórsá pour retrouver son cours habituel. La production électrique atteint 2 300 GWh/an en moyenne,.

### Centrale Búrfell II
La deuxième centrale, souterraine, comporte une unique turbine Francis de 100 MW, fournie par Andritz. La centrale est toutefois conçue pour pouvoir accueillir une addition de 40 MW à l'avenir. L'eau, issue de la même retenue que pour la centrale historique, transite par une galerie d'amenée de 370 m de long, puis chute de 110 m dans la conduite forcée. Le débit turbinable est de 92 m3/s. En sortie de la centrale, elle est évacuée via une galerie de fuite de 450 m de long, puis rejoint en surface le cours principal de la Þjórsá via un canal de 2,2 km. 
La production électrique de l'extension devrait avoisiner 300 GWh/an.